# Carlota Amàlia de Schleswig-Holstein-Sonderburg-Plon
Carlota Amàlia de Schleswig-Holstein-Sonderburg-Plon (en alemany Charlotte Amelie Wilhelmine von Schleswig-Holstein-Sonderburg-Plon) va néixer a la ciutat alemanya de Plon el 23 d'abril de 1744 i va morir a Augustenburg (Dinamarca) l'11 d'octubre de 1770. Era filla de Frederic Carles (1706-1761) i de Cristina Reventlon (1711-1779).
El 1782 es va casar amb Frederic Cristià I de Schleswig-Holstein-Sonderburg-Augustenburg (1721-1794) fill de Cristià August (1696-1754) i de Frederica Lluïsa de Danneskiold-Samsøe (1699-1744). El matrimoni va tenir set fills: 
- Lluïsa (1763-1764)
- Lluïsa Carlota Carolina (1764-1815)
- Frederic Cristià II (1765-1814), que es va casar amb Lluïsa Augusta de Dinamarca (1771-1843).
- Frederic Carles (1767-1841), que es va casar amb Sofia de Scheel.
- Cristià August (1768-1810).
- Sofia Amàlia (1769)
- Carles Guillem (1770-1771)